# Giải Webby
Giải Webby là giải thưởng thường niên của Viện Hàn lâm Khoa học và Nghệ thuật Kỹ thuật số Quốc tế - một tổ chức bao gồm hơn hai nghìn chuyên gia trong ngành và các nhà đổi mới công nghệ, trao tặng cho những cá nhân, tổ chức, sản phẩm xuất sắc trên mạng Internet. Giải thưởng gồm các danh mục bao gồm website, quảng cáo và phương tiện, phim và video trực tuyến, các trang web và ứng dụng dành cho thiết bị di động, mạng xã hội.
Mỗi hạng mục có hai danh hiệu khác nhau, một danh hiệu chính thức do các thành viên Viện Hàn lâm Khoa học và Nghệ thuật Kỹ thuật số Quốc tế đánh giá và một còn lại do khán giả bình chọn. Điểm đặc biệt của lễ trao giải này là người đoạt giải khi phát biểu nhận giải sẽ bị giới hạn số từ trình bày, cụ thể là chỉ được nói không quá năm từ.
Là giải thưởng được ca ngợi như một "vinh dự cao nhất dành cho mạng Internet", giải Webby là một trong những giải thưởng lâu đời nhất dành cho lĩnh vực này và thường được ví như là "Giải Oscar của mạng Internet".